# The Agave Family in Sonora
The Agave Family in Sonora (abreviado Agave Fam. Sonora) es un libro con ilustraciones y descripciones botánicas que fue escrito por el botánico estadounidense Howard Scott Gentry y publicado en el año 1972.